# Willie Orr
William „Willie“ Orr (* 17. Dezember 1872 in Cramond; † 26. Februar 1946 in Airdrie) war ein schottischer Fußballspieler und -trainer.

## Karriere

### Spieler
Orr kam von Airdrie Fruitfield zum Airdrieonians FC, bei dem er von 1893 bis 1894 spielte. Zu diesem Zeitpunkt war der Verein noch kein Bestandteil der Scottish Football League. Im März 1894 wechselte Orr zum englischen Erstligisten Preston North End, bei dem er drei Spielzeiten in der First Division absolvierte. Am 1. Mai 1897 wurde Orr von Celtic Glasgow verpflichtet. Sein Debüt feierte er am 9. September 1897 bei einem 4:1-Heimsieg im Ligaspiel gegen Hibernian Edinburgh. Er galt als nachdenklicher Spieler der eine energische Herangehensweise in seinem persönlichen Spiel hatte, womit er schnell zu einem großen Gewinn für den Verein wurde. Nach James Kelly, Dan Doyle und Sandy McMahon war er von 1903 bis 1906 der vierte Mannschaftskapitän in der Geschichte von Celtic. Mit Celtic gewann er insgesamt fünfmal die schottische Meisterschaft und dreimal den Pokal.

### Trainer
Nach seinem Karriereende als aktiver Spieler im Jahr 1908, war Orr ab 1921 als Trainer tätig. Von 1921 bis 1926 trainierte er den Airdrieonians FC. In den Spielzeiten 1922/23, 1923/24, 1924/25 und 1925/26 führte er die Mannschaft jeweils zu der Vizemeisterschaft in Schottland. 1924 gewann er mit seiner Mannschaft das Pokalfinale gegen Hibernian. Im Juli 1926 wurde Orr Trainer von Leicester City. Er führte City in der Saison 1928/29 zur Vizemeisterschaft hinter Sheffield Wednesday. Die höchste Platzierung von Leicester bis zum Titelgewinn im Jahr 2016. Trotz dieses Erfolges ist er einer der am wenigsten bekannten Trainer von Leicester City. 1932 kehrte Orr zurück nach Schottland und trainierte den FC Falkirk. 1935 wurde er von der Scottish Football Association wegen eines Bestechungsskandals auf Lebenszeit gesperrt, das Verbot wurde im Februar 1937 aufgehoben, aber Orr kehrte nie zum Fußball zurück. Er starb 1946 im Alter von 72 Jahren.

### Nationalmannschaft
Willie Orr spielte im Jahr 1903 einmal für die schottische Nationalmannschaft. Das Länderspiel absolvierte er am 21. März 1903 im Celtic Park in Glasgow; es wurde mit 0:2 gegen Irland verloren.

## Erfolge
als Spieler mit Celtic Glasgow
- Schottischer Pokalsieger (3): 1900, 1904, 1907
- Schottischer Meister (5): 1898, 1905, 1906, 1907, 1908
- British League Cup (1): 1920

als Trainer mit dem Airdrieonians FC
- Schottischer Pokalsieger (1): 1924